# Сурвакане
Сурвакане е български народен обичай, изпълняван на празника Сурваки. Известен е навсякъде по българските етнически територии, както и сред живеещите извън тях българи.

## Същност
Обичаят се състои в обредното обхождане на определена територия (махала, квартал, най-често цялото селище) от група сурвакари – деца на възраст 4 – 12 години или ергени. Според някои записвачи, в по-далечно минало изпълнителите на обичая са били мъже, но с течение на времето, това се прехвърля към децата и то към най-малките. Тези сурвакари обикалят от къща на къща, влизайки в домовете, където сурвакат членовете от семейството, добитъка, някъде хамбарите, оборите и т.н., произнасяйки заклинателни формули-благопожелания за здраве и плодородие. Самото сурвакане се състои в удрянето по гърба на сурвакания обект със специално приготвена за целта сурвачка. За това сурвакане домакините даряват сурвакарите с установени от традицията дарове – най-често това са хранителни продукти: (хляб, вино, сушени плодове, орехи, сланина и др.) и/или дребни пари.

## Провеждане на обичая. Особености

### Сурвакането на ергените
Обикновено първи сурвакат ергените (в Странджанско първи са децата). След като пропеят първи петли, те се събират на групи и тръгват по къщите. Всяка група се състои (според традицията) от 3 – 6 души и има различни наименования в зависимост от региона – чета, кол, куда и др., като често сурвакарските и коледарските дружини са едни и същи. Момците обикалят наред къщите, като се обръща особено внимание на домовете на момите. Някъде (Садово, Чешнегирово и др., Асеновградско) ходят само в къщите на годениците и избраниците; подобен е случаят и в някои селища в Странджа, Сакар и Пиринския край). Например в с. Старосел, Пловдивско, ергените-сурвакари ходят по момините къщи „за китка“, провиквайки се преди влизане „Китка, китка!“, без да произнасят обичайните сурвакарски благопожелания. Момите даряват ергените обикновено с ябълки и орехи. В с. Илинден, Гоцеделчевско, обичаят дори се нарича „ходене за лешници“, заради лешниците, с които момите даряват ергените, като по набраното количество се съди за сръчността на момичето. В някои селища около Пловдив (Рогош и др.) посрещането и даряването е изключително задължение на момата – там тя дарява избраника си с т. нар. шарен кравай и го закичва с варакосана китка, а след като обиколят къщите, ергените се връщат в домовете на своите моми, където ги посрещат като зетьове.
Когато приключат със сурвакането, ергените си устройват угощение със събраните продукти, като нерядко ги продават и си устройват веселба със спечелените пари. В Гоцеделчевско палят големи огньове, около които пеят и играят.
В по-далечно минало сурвакари са били възрастни женени мъже. Тази практика се пази до първото десетилетие на 20 в. в Добруджа (с. Дебрене и др.). Дружините на женените мъже са били по-големи (до 12 души) и строго се е внимавало две сурвакарски групи да не се срещнат. В противен случай те се сбивали, понякога и много сериозно, за което говори и местността „Сурвакарски гроб“ край с. Дивля, Радомирско, където според преданието при подобна свада паднал убит сурвакар. По правило не се допуска другоселска дружина да сурвака в селището – това се смята за позорно.

### Сурвакането на децата
След ергените по селището тръгват да сурвакат малките деца. Изключение прави част от Странджанския регион, където децата са първи. По подобие на момците, децата също се организират в дружини, а самите те са празнично облечени, с торбички през рамо и със сурвачки в ръце. Сурвакарските групи са само от момчета. Възрастта на децата варира от 4 до 12 години. Ако случайно някое по-голямо дете също тръгне със сурвакарите, то домакините го вземат на подбив, предлагайки му да му намерят мома или да му дадат ралото (ако е момче) или напр. хурката (точилката, мотовилката) (ако е момиче).
Децата влизат по къщите и удрят със сурвачките домашните по гърбовете, изричайки установени от традицията благопожелания, специфични за този обичай и празника Сурваки. Те са различни за всеки регион, но почти навсякъде са от типа:
| „           | Сурва сурва весела година, догодина до амина. Златен клас на нива, червена ябълка в градина, пълна къща със коприна, сурва сурва весела година догодина, до амина | “ |
| с. Мраченик | |   |

До недалечно минало на много места в България сурвакарчетата в дружината имат определени роли – един от тях е „шиповичар“, един е „коте“ и един – „магаре“. Шиповичарят предвожда дружината и носи два заострени кола, с които подковава „магарето“, което реве и рита, а същевременно „котето“ мяучи и тършува за продукти. „Котето“ е и този, който носи торбичката за даровете (някъде този персонаж се нарича „трохобер“). Заради тези роли, например в с. Бъзовец, Ломско, сурвакарчетата се наричат и мяучкари. В Пловдивско (Рогош, Михилци и др.) сред момците-сурвакари също се среща персонажът на „магарето“, който в случая носи събраните дарове.
На много места сурвакарчетата освен да сурвакат изпълняват и други обредни практики, отново с благопожелателна насоченост. Например в Разложко след сурвакането децата хвърлят съчки в огнището, пожелавайки намножаване на добитъка; в Софийско носят сноп неукрасени дрянови пръчки, от които оставят по една във всеки дом за здраве; в Пловдивско чукат със сурвачките в крина с жито.
Почти навсякъде на сурвакарите (и деца, и ергени) се гледа и като на полезници – следи се какъв ще е първият сурвакар, посетил дома и по това се съди каква ще е новата година. В някои пирински села според това дали момче или момиче ще влезе първо в къщата, гадаят кои ще се раждат повече – петлите или кокошките, а в с. Ситово и др. в Рупчоско, пропускат най-напред момичетата със същата цел. Рупците в Странджа гледат първото сурвакарче да е момче с живи родители, за да е „здрава“ годината и да се плодят мъжки рожби, а в централна Северна България – да е добър и работлив момък.
След приключване на сурвакането, сурвачките се оставят на място, където не могат да бъдат достигнати от човешка ръка – хвърлят се на високо дърво, на покрив, в река и т.н., а със събраните продукти децата си устройват угощение.

### Сурвакане в Родопите. Носене на камък
В Родопите паралелно със сурвакането, което се изпълнява по гореописаният начин, децата изпълняват и друг обичай, също с благопожелателна насоченост. Това е най-общо нареченото „Носене на камък“ – обичаят няма строго установено име, – някъде е известен просто като Каменье, другаде като Бухане, среща се и името Папунье (Петково), по диалектното название на камъка.
Изпълнява се от по-големите момчета (над 10 години) и се състои в следното: Децата отиват в полунощ на реката, откъдето изваждат объл речен камък, като важно условие е този камък да бъде мокър при отнасянето му при „сурвакания“ обект. При влизането в къщата, момчето оставя камъка при вратата (Турян), огнището (Петково), на гърдите на стопанина (Славейно, Манастир, Добралък и др.) или просто на пода (Орехово). При оставянето на камъка се изрича следната благословия (варира в различните региони):
| „           | Както тежи камъкът, така да ти тежи кесията! Както е корав камъкът, така да ти е корава душата! Както тече реката, така да ти текат парите! | “ |
| с. Славейно | |   |

Някъде тези камъни се хвърлят със сила на пода, откъдето идва и наименованието на обичая „Бухане“ (Чокманово и др.). Обичаят е разпространен из Смолянско, Ксантийско, Ивайловградско, Рупчоско. В миналото този обичай се е спазвал и от помаците – помашките деца са ходели в християнските къщи и, обратно, християнските деца са посещавали помашките. За сурвакане от помаци се знае и в Павелско.